# 白水镇 (吉水县)
白水镇，是中华人民共和国江西省吉安市吉水县下辖的一个乡镇级行政单位。

## 行政区划
白水镇下辖以下地区：
白水社区、土岭村、下东营村、上东营村、周溪村、洪桥村、下车村、白水村和白水垦殖场生活区。